# Amphelictus hispidus
Amphelictus hispidus là một loài bọ cánh cứng trong họ Cerambycidae.